# Рорк!
Рорк! — науково-фантастичний роман американського письменника-фантаста Аврама Дейвідсона 1965 року. 

## Стислий сюжет
Історія розгортається на тлі людства в далекому майбутньому, розкиданого по галактиці, але в занепаді, що потрапило в рутину рутини та майже догматичного опору змінам, що пригнічує інновації. Це історія про упередження, їх подолання і, можливо, про те, як побачити світло в кінці тунелю. Зрештою, це надихаюча історія.
Едран Ломар хоче, щоб його залишили в спокої, і тому зголошується служити на Піа 2, найвіддаленішій та ізольованій планеті в галактиці. Окрім колонії людей, на планеті також мешкають дивні аборигени токи (приручені та дикі), і таємничі напівлегендарні істоти рорки.
Ломар, відправлений на далеку планету, щоб з’ясувати, чому виробництво рослини під назвою «червонокрилка», яке використовується по всій галактиці як медичний фіксатор, скоротилося майже до нуля.
Опинившись там, йому доводиться мати справу з апатією співробітників станції Гільдії, а також з лінню й алкоголізмом місцевих жителів, відомих як токи.
Однак лінощі токів і схильність до тривалих п’ятик є лише двома причинами, які новоприбулий знаходить винними у зниженні виробництва червонокрилки. Періодичні спалахи токової лихоманки або вбивають або виводять з ладу велику кількість токів, а всепоглинаючий страх перед грізними рорками є іншою.
Зрештою Ран наважується пристати до табору диких токів, де він дізнається більше, ніж очікував, там він чує про план нападу на гільдійську станцію, виявляє джерело лихоманки токів та згодом через викрадення, що супроводжується вбивством гіда, зустрічається віч-на-віч з таємничим страхітливих рорком і здійснивши подорож до землі рорків, розвіює міф про злого людожера рорка раз і назавжди.

## Стрижневі моменти та акценти роману
Жителі станції на представленій віддаленій від транспортних маршрутів планеті кажуть випаючи не "На здоров'я"; там мовлять "Смерть роркам!"
Деякі елементи «Рорку!» — дослідження расизму, наприклад, і сатира на систему влади — передвіщають повстання, які мають відбутися наприкінці 1960-х років. Варто також згадати про актуальність боротьби за громадянські права, що зароджується (Ще одна тема, яка все ще не втратила своєї актуальності сьогодні). Автор рецензії на сайті «www.breadtagsagas.com» міркує, що расистський нарис у романі добре зроблено та поволі розкриває, як розвиваються ці ідеї — єврейський інтелектуалізм Дейвідсона може бути актуальним.

## Паралелі з іншими творами
«Рорк!» є дивним чином нф еквівалентом дебютного роману Стелли Ґіббонс «Холодна комфортна ферма» (англ. «Cold Comfort Farm»), має також спільні риси з деякою кількістю колоніальних оповідей В. Сомерсета Моема про Південно-Східну Азію та навіть з невеликим прикрашенням можна провести відповідність з «Бірманськими буднями» Джорджа Орвелла.

## Переклади
У 1977 році голландський переклад з'явився в серії «Scala SF»